# Le Roman de quelques vieilles robes
Le Roman de quelques vieilles robes (The Romance of Certain Old Clothes), aussi traduit en français sous les titres Le Roman de certains vieux habits ou Histoire singulière de quelques vieux vêtements,  est une nouvelle fantastique d'Henry James, parue en février 1868 dans le magazine Atlantic Monthly.
Cette œuvre de jeunesse appartient au sous-genre fantastique des histoires de fantômes. 

## Résumé
Au XVIIIe siècle, quand Mr Arthur Lloyd vient investir son capital en Amérique, il découvre que le Massachusetts recèle la meilleure société qui soit et songe à s’y établir définitivement en y contractant un mariage. Mrs Willoughby, riche veuve d’un de ses anciens camarades d’étude en Angleterre, a un fils et, fort à propos, deux charmantes Jeunes Filles à marier. Bien lasses de n’avoir pour soupirants que des jeunes hommes intéressés à leur fortune plus qu’à elles-mêmes, Viola et Perdita tombent sous le charme de Mr Lloyd qui, de son côté, est également conquis. Mais laquelle des sœurs choisir? Toutes deux affirment qu’elles ne seront pas jalouses quoi qu’il advienne, mais quand Arthur fixe son choix sur Perdita, Viola, bien qu’elle s'en défende, devient amère et dépressive.
Quelques mois plus tard, alors que Perdita est sur le point d’accoucher, Arthur se rend au mariage de son beau-frère. Il revoit alors Viola, qui se porte mieux, et tous deux renouvellent leur serment d’amitié.  Sur ces entrefaites, il reçoit un message lui annonçant la naissance de sa fille, mais également que sa femme est souffrante. Sur son lit de mort, Perdita fait promettre à son mari de conserver toutes ses robes et ses effets personnels remisés dans un coffre pour les remettre à leur fille au moment de sa majorité. Elle craint qu’après sa mort, Arthur n’épouse Viola et ne les lui cède. 
Après la mort de Perdita, Viola vient s’occuper de l’enfant et, comme de juste, finit par épouser Arthur. Or, les malheurs financiers s’abattent peu après sur la maison et, quand Viola demande à son mari d’ouvrir le coffre pour voir s’ils ne pourraient disposer de certains objets ou vêtements de valeur, Arthur s’y refuse. Mais plus tard, ce soir-là, il monte au grenier et découvre Viola, sans vie, sur le coffre grand ouvert, étranglée par les mains d’un fantôme vengeur.

## Traductions françaises
- Le Roman de quelques vieilles robes, traduit par Louise Servicen, dans Le Dernier des Valerii, Paris, Albin Michel, 1959 ; réédition, Paris, Albin Michel, coll. « Les grandes traductions » no 19, 1984 ; réédition, Paris, Payot et Rivages, coll. « Rivages poche » no 62, 1992 ; réédition dans La Madone du futur : et autres nouvelles, Paris, 10/18, coll. « Domaine étranger » no 3133, 1999
- Le Roman de certains vieux habits, traduit par Jean Pavans, dans Nouvelles complètes, tome I, Paris, Éditions de la Différence, 1990
- Histoire singulière de quelques vieux vêtements, traduit par Pierre Fontaney, dans Nouvelles complètes, tome I, Paris, Gallimard, coll. « Bibliothèque de la Pléiade », 2003 ; réédition (avec Le Fantôme locataire), Paris, Gallimard, coll. « Folio 2 euros » no 5900, 2015

## Sources
- Tales of Henry James: The Texts of the Tales, the Author on His Craft, Criticism sous la direction de Christof Wegelin et Henry Wonham (New York: W.W. Norton & Company, 2003)  (ISBN 0-393-97710-2)
- The Tales of Henry James par Edward Wagenknecht (New York: Frederick Ungar Publishing Co., 1984)  (ISBN 0-8044-2957-X)